# Добро пожаловать в Брайрклифф
«Добро пожаловать в Брайрклифф» (англ. «Welcome to Briarcliff») — премьерный эпизод второго сезона американского телесериала «Американская история ужасов», премьера которого состоялась 17 октября 2012 года на телеканале FX. Сценарист — Тим Майнир, режиссёр — Брэдли Букер. Во время оригинального показа эпизод посмотрели 3,85 миллиона зрителей, что было рекордом для сериала на тот момент, 2,8 миллиона из которых были среди категории возраста 18-49 лет.
Этот эпизод получил премию «Эмми» за лучший звук в мини-сериале, фильме или специальной программе в 2013 году. Он также был номинирован за лучший звуковой монтаж в мини-сериале или фильме и за лучшую работу художника-постановщика в мини-сериале или фильме.
Эпизод представляет основной актёрский состав сезона. Эпизод повествует об обязательстве Ланы Уинтерс (Сара Полсон) разоблачить садистскую психбольницу сестры Джуд Мартин (Джессика Лэнг) и несправедливую передачу Кита Уокера (Эван Питерс) в лечебницу. Приглашённая звезда Хлоя Севиньи появилась в роли Шелли, пациентки лечебницы. Эпизод имеет рейтинг TV-MA (LSV).

## Сюжет

### 2012
Лео (Адам Левин) и Тереза (Дженна Дуан) — два любителя страшилок, которые в свой медовый месяц посещают места, в которых, по сообщениям, живут призраки. Они исследуют лечебницу Брайрклифф Мэнор, заброшенную психбольницу и бывшую туберкулёзную больницу, где умерло несколько тысяч человек. Так как у Терезы фетиш к призракам, пара начинает заниматься сексом внутри здания. Тереза прерывает соитие, услышав, что что-то движется внутри лечебницы, обещая Лео компенсировать секс, если они пойдут расследовать. Они выслеживают звук, исходящей от закрытой двери с продуктовым люком, через который Лео просовывает свою руку, где её что-то отрезает.
Так как Лео в шоке и истекает кровью, Тереза обещает пойти за помощью. Она бежит к главной двери, но обнаруживает, что она заперта снаружи на цепь. Она обнаруживает скрытый туннель и, пробегая через него, она натыкается на Кровавый Лик, носящий маску из человеческой кожи.

### 1964
Кит Уокер (Эван Питерс) — работник бензоколонки, скудно живущий со своей женой, Альмой (Бритни Олдфорд). К сожалению, страх социального остракизма заставляет держать их брак в секрете, так как Кит белый, а Альма — чёрная. Вдруг происходит череда необъяснимых взрывов, чрезвычайно яркий свет, громкие шумы и очевидная антигравитация, во время которых Альма исчезает, а Кит теряет сознание.
Лана Уинтерс (Сара Полсон) — амбициозная журналистка, посланная написать репортаж о передаче знаменитого серийного убийцы «Кровавого Лика» в лечебницу. Сестре Джуд (Джессика Лэнг), авторитарному и садистскому администратору лечебницы, не по душе Лана и её настойчивый допрос. Втайне ото всех, сестра Джуд питает сексуальные чувства к основателю лечебницы, монсеньору Тимоти Ховарду (Джозеф Файнс), амбициозному священнику, стремящемуся стать Папой. Когда предполагаемый убийца выходит из полицейской машины, то становится известно, что Кит является так называемым преступником, обвинённым в сдирании кожи с трёх женщин, включая Альмы, живьём, и он находится под стражей, в ожидании вердикта, вменяем он или нет, чтобы предстать перед судом. Он отрицает какое-либо убийство, вместо этого сваливая исчезновение Альмы на пришельцев, но сестра Джуд не верит в это.
Кит позже сталкивается с воспитанниками учреждения в общей зоне, в том числе с нимфоманкой по имени Шелли (Хлоя Севиньи), которая по ночам занимается сексом с санитарами. Грейс (Лиззи Брошре), казалось бы вменяемая пациентка, предупреждает Кита не отключать громкую французскую запись «Dominique», так как санитары требуют, чтобы она играла. Грейс навещает Кита в его камере. Они узнают немного друг о друге и рассказывают о своих предполагаемых преступлениях, и они оба утверждают, что они невиновны. Грейс якобы убила всю свою семью. Спиви (Марк Консуэлос), хулиган в лечебнице, устраивает драку с Китом, произнося расистские замечания по поводу Альмы. Двое начинают драться и сестра Джуд разнимает их, подув в визгливый свисток. Охранники тащат Кита в одиночную камеру.
Сестра Джуд ведёт разговор с доктором Арденом (Джеймс Кромвелл), врачом из медсанчасти учреждения. У неё сильное недоверие к нему, в основном из-за их разных идеологий, основанных на религии и науке, соответственно. Она интересуется, почему у всех пациентов, которые недавно исчезли, не было ни семьи, ни друзей, на что Арден утверждает, что они все умерли и были кремированы. Позже доктор Арден тайком усыпляет Кита и подвергает его вивисекции, извлекая металлический предмет из его шеи, у которого отрастают ноги и который сбегает, в то время как у Кита всплывают очевидные воспоминания о похищении пришельцами.
Доктор Арден посылает сестру Мэри Юнис (Лили Рэйб) с ведром субпродуктов, чтобы накормить что-то в лесу. Там на неё натыкается Лана и присоединяется к ней, когда он сбегает через секретный туннель. Во время тайной прогулки по лечебнице, на Лану нападает что-то в одной из изоляционных комнат, когда она просовывает руку через дверь кормления, также как и Лео в 2012 году, и её вырубают. Проснувшись, она оказывается запертой в комнате санитарии в качестве новой пациентки. Она узнаёт от сестры Джуд, что она навестила партнёра Ланы, Венди (Клеа Дюваль), и начала шантажировать её. Угрожая разоблачить обеих Венди и Лану, тем самым разрушить карьеру учителя Венди и в любом-случае передать Лану в лечебницу за её гомосексуализм, сестра Джуд заставила Венди подписать бумаги, согласно которым Лану положат в лечебницу.

## Реакция
Премьеру второго сезона посмотрели 3,85 миллиона зрителей с долей 2,2 среди категории возраста 18-49 лет.
«Добро пожаловать в Брайрклифф» получил в целом положительные отзывы от критиков и получил рейтинг 64 из 100 на сайте Metacritic, на основе 22 отзывов. Rotten Tomatoes поставил эпизоду рейтинг 100%, на основе 10 отзывов. Консенсус сайта гласит: «„Американская история ужасов“ начинает новый сезон так, как и ожидалось: со здоровой дозы загадочного, жуткого веселья». Джеймс Понивозик из «Time» заявил: «„АИУ: Психбольница“ чувствуется более целенаправленным, если также неистовым, фестивалем крика. Он также великолепно реализован, с видением такого детализированного заведения 60-х гг., что вы можете чувствовать запах затхлого воздуха и ладана».
Морин Райан из «The Huffington Post» сказала: «Это всё заслуга сценаристов, режиссёров и актёрского состава „Психбольницы“, что эмоциональная боль персонажей часто чувствуется такой же настоящей, как и их неопределённость и страх». Верн Гэй из «Newsday» дал сезону оценку C, заявив, что у него «есть хорошие спецэффекты, но нету достаточно хорошей истории, куда можно их прицепить». Однако Линда Стаси из «New York Post» посчитала, что сезон был «на вершине», добавив: «Мне нужно войти [в лечебницу] самой после двух часов этого безумия».
В феврале 2013 года «Добро пожаловать в Брайрклифф» получил премию «Golden Reel» за лучший звук: звуковые эффекты в короткой форме на телевидении от общества Motion Picture Sound Editors. В сентябре 2013 года эпизод выиграл творческую премию «Эмми» за лучший звук в мини-сериале, фильме или специальной программе.